# جوزيف براون (مؤرخ الفن)
جوزيف براون  (و. 1857 – 1947 م) هو مؤرخ الفن، وأستاذ جامعي، وكاهن كاثوليكي من الرايخ الألماني، ولد في فيبرفورت، توفي في بولآخ (إسارتآل)، عن عمر يناهز 90 عاماً.